# Лазское культурное движение
Лазское культурное движение (иногда также используют лазизм, тур.  Laz kültür hareketinin) — представляет собой феномен, возникший в 1980-х годах. Это движение имеет своей целью восстановление и оживление традиционной лазской культуры и языка, а также использование их для воссоздания подлинной лазской идентичности.
Движение утверждает, что подлинная лазская культура и идентичность находятся под угрозой. Оно винит турецкое государство в политике отрицания и ассимиляции, веденной начиная с момента создания Турецкой республики в 1923 году. Движение лазской культуры возглавляют интеллектуалы, активисты и художники, особенно студенты университетов. Их корни связаны с регионом Черноморского побережья Турции, но чаще всего они проживают в Стамбуле и даже за границей, в Германии, где существует крупное диаспорическое сообщество лазов, особенно в городах Кёльн и Дортмунд. Одним из ключевых аспектов движения является работа над лазским языком. Лазские активисты инициировали создание периодических изданий на лазском языке, таких как «Ogni» (Стамбул, 1993—1994), «Mjora» (2000), «Skani Nena» (с 2009), и создали различные культурные и солидарностные организации и ассоциации, такие как «Sima Dogu Karadenizliler Hizmet Vakfı» (Фонд Sima для жителей Восточного Черноморского региона, Измит, с 1996), «Lazebura» (Кёльн, с 1998) и «Laz Kültür Derneği» (Лазская культурная ассоциация, Стамбул, с 2008). Лазские активисты также требовали издание и телевещание на лазском языке и восстановление некоторых лазских топонимов.
Движение лазской культуры нацелено на получение культурных и языковых прав для лазов, но не поддерживает сепаратизм. Большинство из них утверждают, что их усилия по продвижению лазского языка и культуры нельзя рассматривать как этническую мобилизацию или этнонационализм. Однако турецкое государство не всегда благосклонно относится к его деятельности и иногда препятствует публикации и распространению лазских культурных материалов.

## История
Лазский культурный идентификационный процесс, исследования лазской идентичности, языка и национального самосознания начались во времена правления Абдул-Хамида II. Первым человеком, который опубликовал книгу на лазском языке, был Фаик Эфендиши. Это произведение было сожжено, и Фаик Эфендиши был осужден на тюремное заключение. В марте 1919 года Ахмет Тевфик Юджесой основал «Лазского национального общества развития» (тур. Laz Tekamül-i Milli Cemiyeti). Это общество, не требовавшее лазского государства и не являвшееся сторонником отделения от Османской империи, имело региональное националистическое понимание и было создано для содействия сотрудничеству среди лазов. Эти события были вызваны исторической угрозой, созданной российской оккупацией их исторических земель в конце XIX—начале XX веков, что подтолкнуло лазов к формированию турецких национальных ориентаций и лояльности в целях защиты своей этнической идентичности и культуры.
Общество не прожило долго, и движение лазской культуры продолжалось лазами в Советском Союзе. Искандер Циташи разработал лазский алфавит и выпустил первую лазскую газету под названием «Мчита муруцхи». Он также подготовил учебники для школы, где в 1933—1936 годах проводилось обучение на лазском языке в деревне Сарпи, находящейся в нынешних границах Грузии. Движение лазской культуры ослабло и угасло после казни Искендера Циташи 22 июня 1938 года.

## Современность

Логотип организации «Лазебура», одна из первых организаций по продвижению лазской культуры и идентичности. Основанная в Германии в 1998 году

В 1984 году движение лазской культуры было возрождено благодаря усилиям немецкого этнографа Вольфганга Фойерштайна. Под его руководством группа, работавшая вместе с лазами, включая Фахри Карамана и Сельму Кочива, выпустила книгу под названием «Nananena» (Родная речь) и два журнала («Parpali» в 1984 году и «Lazuri Ambarepe» в 1992 году), которые были единственными работами на лазском языке в то время. Фойерштайн выступал за признание лазов как национального меньшинства, внеся свой вклад в формирование этой концепции. По некоторым турецким источникам Вольфганг Фёрштайн был членом Федеральной службы разведки Германии.
С 1930-х по 1990-е годы, согласно «концепции тюркской истории», турецкое государство не признавало нетурецкое происхождение этнических меньшинств. Например, оно запретило использование названия «Лазистан» в 1926 году, запретило говорить на лазском языке в общественных местах, таких как школы, и изменило несколько лазских топонимов в регионе. Государство также запретило лазскую газету «Мчита муруцхи» (Красная звезда) в 1930 году. Таким образом, турецкое государство игнорировало языковое и культурное отличие лазов. В этом отношении особенно примечательны поддерживаемые государством маргинальные теории Фахреттина Кирзиоглу (1986), согласно которым лазы объявлялись народом тюркского происхождения. Фахреттин Кирзиоглу утверждал, что история лазов, может быть понята только в контексте истории тюркских народов, отрицая связи лазов с грузинами и мегрелами. Кириозлу играл на религиозных мотивах, связывая лазов с исламом и легитимизируя турецкую оккупацию Анатолии в религиозных терминах. Он использует расовые стереотипы и преувеличения, чтобы доказать свою точку зрения, а также игнорирует лингвистические различия между лазским и тюркскими языками. Аргументы, представленные Кириозлу, вызывают контроверсии и критику в академическом сообществе.
В 1993 году движение лазской культуры стало наиболее активным. В 1992 году книга «История лазов», написанная грузинскими лазами Мухамедом Ванилиши и Али Тандилавой, была переведена на турецкий язык.
Одним из реакций на публикацию книги была анонимная статья в Cumhuriyet Kitap Sayi. Автор этой статьи приветствовал книгу как начало новой эры для лазов в обнаружении собственной идентичности. Вместо ожидаемого обзора автор использовал публикацию книги как повод для выражения радости относительно признания различных этнических групп в Турции, включая курдов и лазов. Он утверждал, что это начало новой эры, в которой становится приемлемым говорить о том, что курды не являются «горными турками» и что не все люди с побережья Черного моря [Karadenizli] являются лазами [Lazi] (см. Стереотипы о лазах в Турции).
Однако, утверждение в книге о грузинском происхождении лазов вызвало протесты среди лазов и привело к появлению движения, целящегося в опровержении этой теории. В ответ на это в 1993 году был выпущен журнал «Ogni Skani Nena» (ноябрь 1993 г., в Стамбул), который занимался представлением лазов, под руководством Ахмета Хулуси Кырым, Али Исхан Аксамаз, Исмаила Авджы Буджаклиши и Мехмедали Барыш Бешли. Журнал также стало символом протеста против этнической политики Турции. Редактор журнала, Барыш Бешли, был представлен перед судом по обвинению в сепаратизме на Государственном суде безопасности в Стамбуле после публикации первого выпуска, хотя обвинения позднее были сняты.
В 1994 году было основано издательство «Çiviyazıları Yayınevi» с целью публикации работ, связанных с лазами. В 1992 году была создана лазская рок-группа Zuğaşi Berepe, в которую вошел также Кязым Коюнджу. Вместе с Zuğaşi Berepe движение лазской культуры стало заметным среди молодежи. В 1997 году Бирол Топалоглу выпустил музыкальный альбом, состоящий из лазских песен, под названием «Heyamo». Ему предъявили обвинение в сепаратизме из-за выпуска лазского альбома, но он был оправдан.
В продолжение движения лазской культуры в 2008 году было создано «Лазское культурное общество», а в 2013 году был основан «Лазский институт». В тот момент председатель Лазского института Мехмет Бекароглу заявил, что институт не продвигает этнический национализм или лазскую идеологию, а стремится лишь предотвратить исчезновение лазского языка, и назвал миссию института «лазизмом».